# Barmiš
Barmiš (en cyrillique : Бармиш) est un village de Bosnie-Herzégovine. Il est situé dans la municipalité de Konjic, dans le canton d'Herzégovine-Neretva et dans la fédération de Bosnie-et-Herzégovine. Selon les premiers résultats du recensement bosnien de 2013, il compte 19 habitants.

## Démographie

### Évolution historique de la population
| 1948 | 1953 | 1961 | 1971 | 1981 | 1991 | 2013 |
| ---- | ---- | ---- | ---- | ---- | ---- | ---- |
| -    | -    | 70   | 103  | 115  | 111  | 19   |

|  |

### Répartition de la population par nationalités (1991)
En 1991, les 111 habitants du village étaient tous Musulmans (bosniaques).